# Aeroporto di Pola
L'Aeroporto di Pola (in croato: Zračna luka Pula) (IATA: PUY, ICAO: LDPL) è un aeroporto internazionale croato, che serve principalmente la città di Pola e l'Istria. Si compone di due parti: una civile con terminal passeggeri, e una militare, ove è situata la Base aerea 92 di Pola e il 22º stormo dell'aeronautica militare croata, composto dal MiG-21 bis/UM.

## Storia
Prima della prima guerra mondiale, esisteva già una pista in erba per le necessità degli aviatori dell'epoca, ma fu distrutta durante il conflitto.
Al 4 aprile 1941 era sede della 73ª Squadriglia della Regia Aeronautica ed all'8 settembre 1943 della 119ª Squadriglia sui Caproni Ca.314 del 63º Gruppo del 21º Stormo Osservazione Aerea 
Nell'autunno del 1954 poi, fu creata, per l'armata jugoslava, la base aerea di Pola. Bisogna però attendere il 1967, perché l'aeroporto diventi aperto al traffico civile con la creazione di un piccolo terminal, venendo così denominato "Zračna luka Ljubljana – Pula" (aeroporto di Lubiana - Pola). Grazie a una posizione geografica privilegiata, esso serve un'ampia zona che va fino in Slovenia.

## Dati di traffico
L'aeroporto di Pola, che nel 1990 ha registrato il suo picco di traffico, con 670.000 passeggeri, per quasi dieci anni, a causa della guerra in Croazia, non ha mai superato nemmeno il decimo di quel record. Tuttavia, da un po' di anni a questa parte, il suo traffico è in continua ascesa, attestandosi nel 2007 a 377.341 passeggeri all'anno.

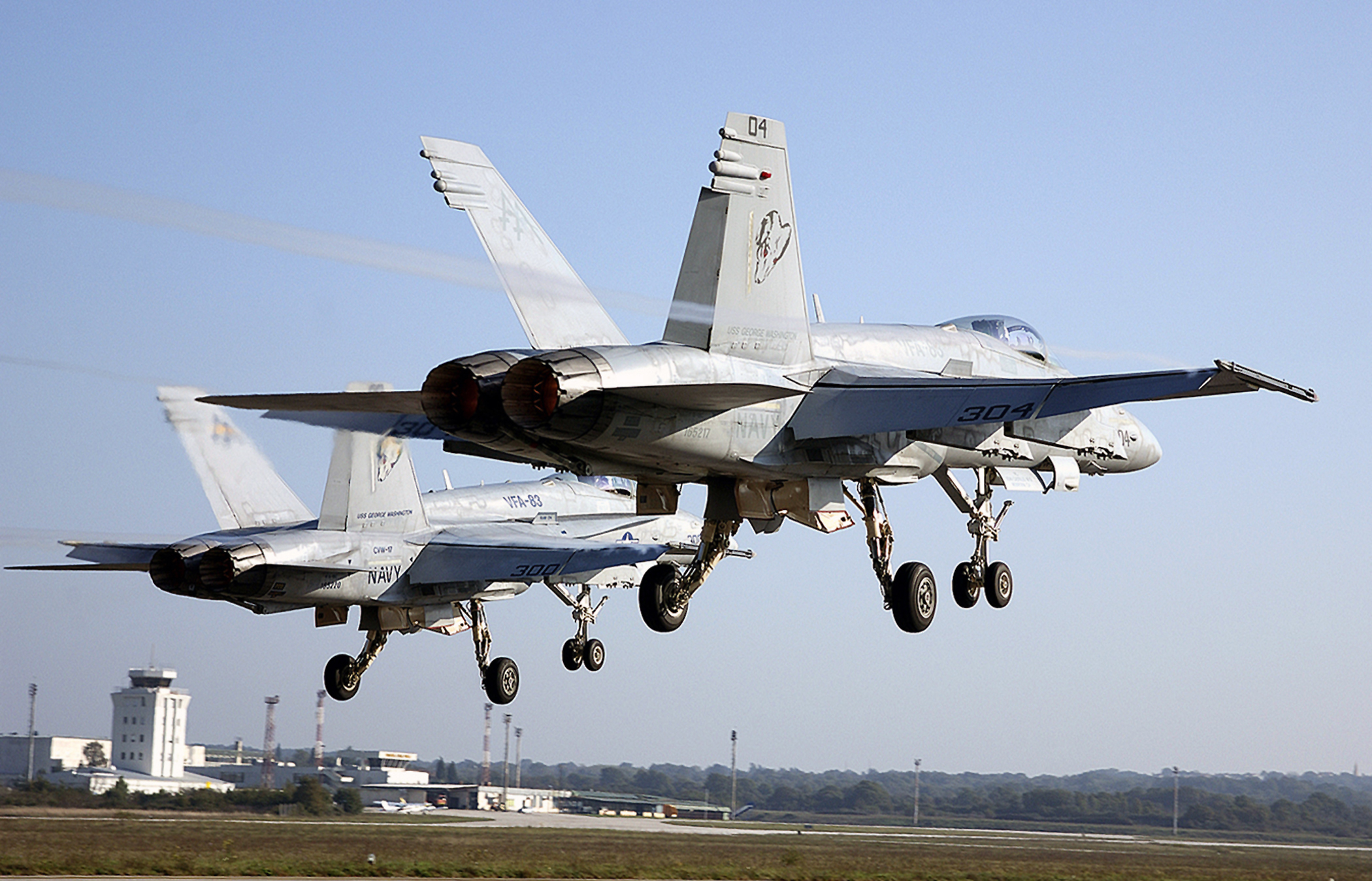
Due F/A-18 Hornet della US Navy all'Aeroporto di Pola.

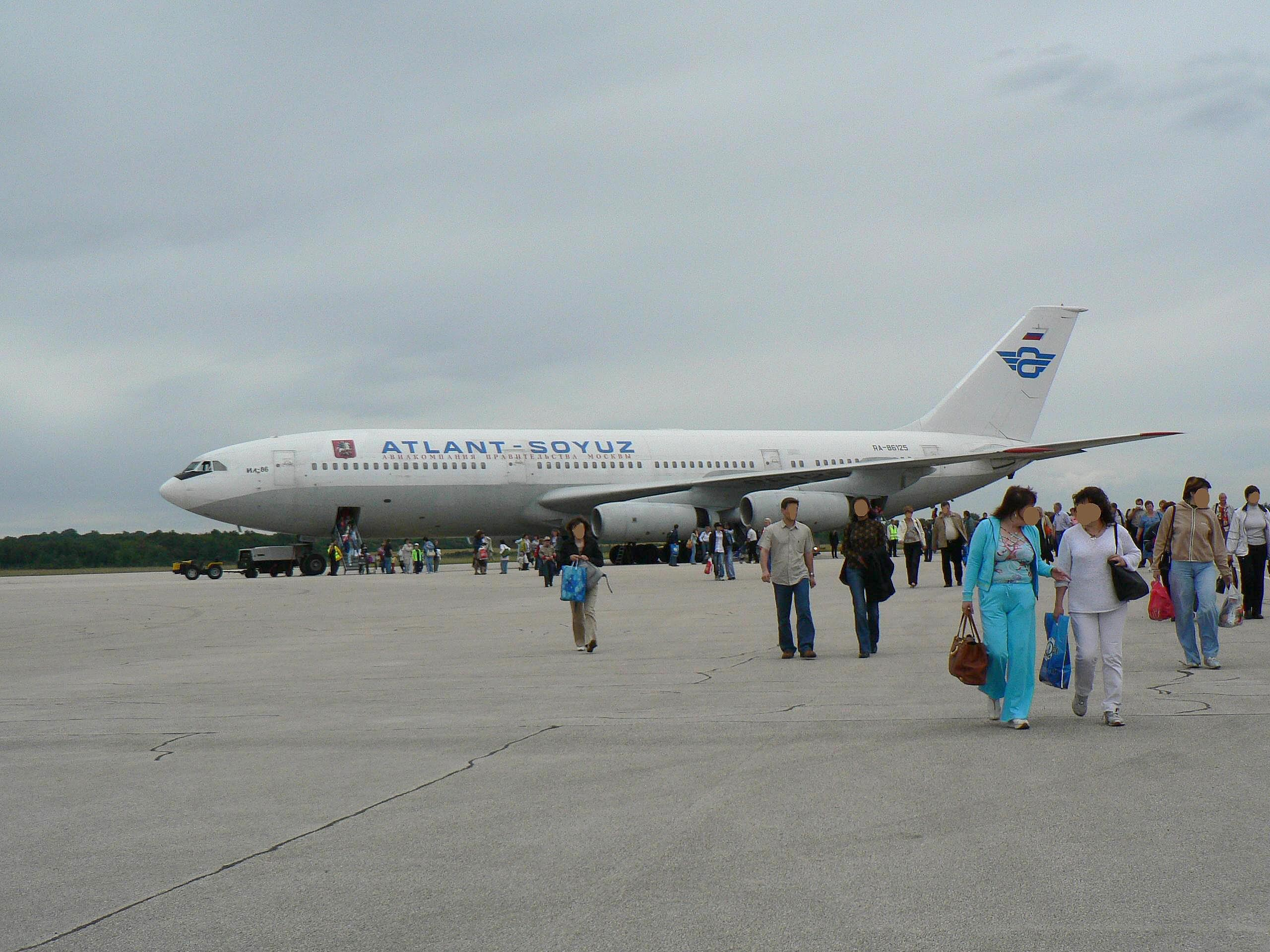
Un Ilyushin Il-86 della russa Atlant-Sojuz all'Aeroporto di Pola.